# Hizbullah
Pour les articles homonymes, voir Hezbollah et Hezbollah turc.
En Indonésie, le Hizbullah (arabe : حزب الله ḥizbu-llāh, « parti de Dieu ») était une milice créée pendant l'occupation japonaise des Indes néerlandaises (1942-45). 

## Histoire
Le Hizbullah fut créé en Indonésie pendant l'occupation japonaise des Indes néerlandaises (1942-45) par le Masyumi, un parti lui-même fondé à l'époque des Indes néerlandaises. Lors de la révolution indonésienne (1945-49) qui suit la proclamation de l'indépendance en 1945, le Hizbullah fera partie des groupes irréguliers qui, aux côtés de l'armée indonésienne, combattront les Néerlandais, qui cherchent à récupérer leur colonie.
En janvier 1948 un dirigeant du Hizbullah, Sekarmadji Maridjan Kartosuwirjo, fonde la Tentara Islam Indonesia ou TII ("armée islamique d'Indonésie") à Java occidental. Kartosuwirjo refuse l'accord de Linggarjati signé entre le gouvernement indonésien et le commandement des troupes hollandaises. Le 7 août 1949, Kartosuwirjo proclame le Negara Islam Indonesia ("État islamique d'Indonésie") dans les districts contrôlés par sa milice, qu'il considère être le Darul Islam ("maison de l'Islam"). Le mouvement  prendra fin en 1962 avec la capture de Kartosuwirjo.
En 1952, dans la province de Sulawesi du Sud, un autre ancien dirigeant du Hizbullah, Kahar Muzakkar, qui protestait contre le refus de l'armée d'intégrer les membres de sa milice dans l'armée et avait refusé de démobiliser ses troupes, prend contact avec Kartosuwirjo. L'année suivante, il proclame Sulawesi comme faisant partie d'un Negara Republik Islam Indonesia ("État de la république islamique d'Indonésie").